# Liocoryphe gertrudae
Liocoryphe gertrudae är en kräftdjursart som först beskrevs av Müller 1991.  Liocoryphe gertrudae ingår i släktet Liocoryphe och familjen Stenetriidae.
Artens utbredningsområde är Réunion. Inga underarter finns listade i Catalogue of Life.